# Giuliano Alesi

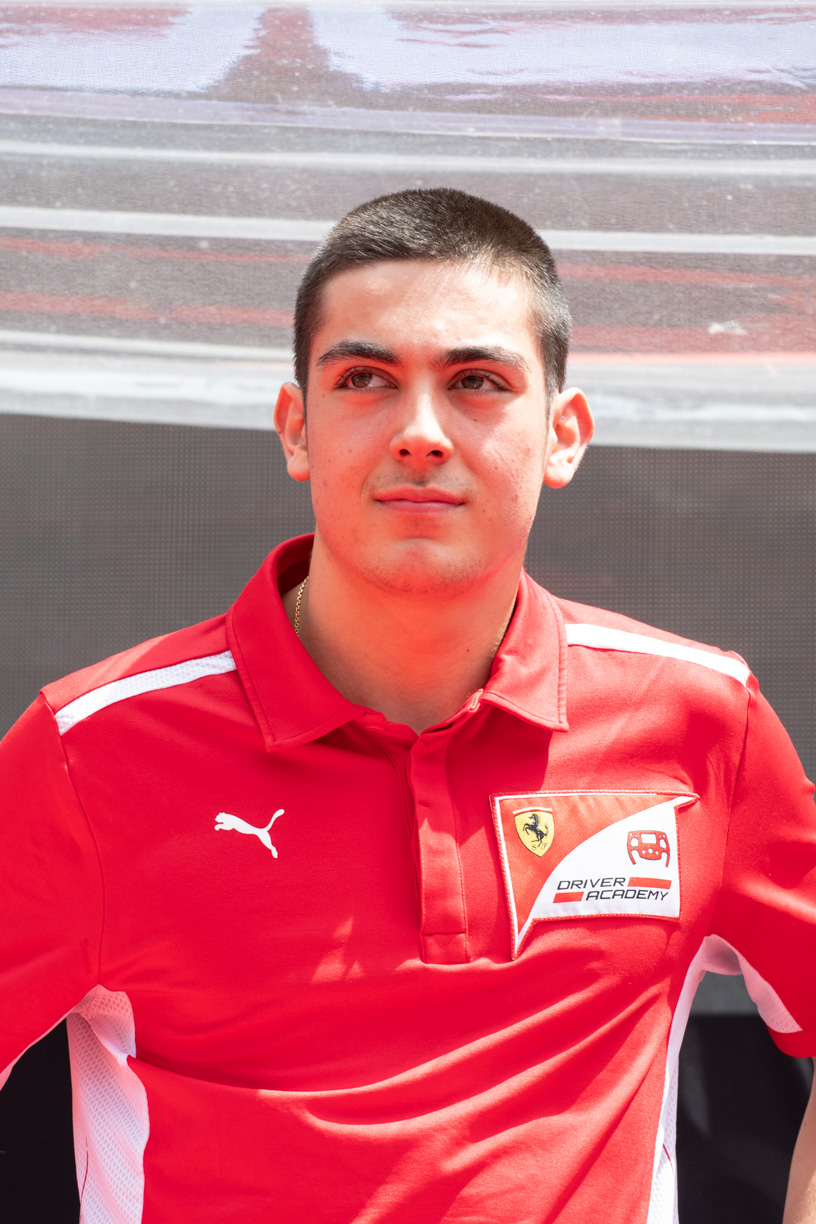
Giuliano Alesi in 2018

Giuliano Alesi (Avignon, 20 september 1999) is een Frans autocoureur. Hij is de zoon van voormalig Formule 1-coureur Jean Alesi. Hij is een voormalig lid van de Ferrari Driver Academy, het opleidingsprogramma van het Formule 1-team Ferrari.

## Carrière
Alesi begon zijn autosportcarrière in het karting in 2013. Dat jaar nam hij deel aan de KF3-categorie, waar hij veertiende werd. In 2014 reed hij voor het team Baby Race SRL in de KFJ-categorie en werd hier 28e in de eindstand.
In 2015 maakte Alesi de overstap naar het formuleracing, waarbij hij in het Franse Formule 4-kampioenschap uitkwam. In zijn eerste race op het Circuit de Lédenon behaalde hij meteen pole position en won hij de race. In de derde race van dat weekend herhaalde hij dit. Later in het seizoen won hij nog één race op het Circuito de Navarra en met één andere podiumplaats op het Circuit de Pau-Ville werd hij achter Valentin Moineault, Sacha Fenestraz en Gabriel Aubry vierde in het kampioenschap met 168,5 punten.
In 2016 stapte Alesi over naar de GP3 Series, waarbij hij uitkwam voor het team Trident. Hij deed dit als nieuw lid van de Ferrari Driver Academy, het opleidingsprogramma van het Formule 1-team van Ferrari. Hij kende een moeilijk debuutseizoen, waarin hij enkel in de hoofdrace op Spa-Francorchamps een punt behaalde met een tiende plaats. Hij eindigde het seizoen als 22e in het klassement.
In 2017 bleef Alesi actief in de GP3 voor Trident. Hij behaalde een podiumplaats in de sprintrace op de Red Bull Ring, waarna hij drie sprintraces op een rij wist te winnen op Silverstone, de Hungaroring en Spa-Francorchamps. Met 99 punten werd hij vijfde in de eindstand als beste coureur die niet voor ART Grand Prix reed.
In 2018 reed Alesi een derde seizoen bij Trident in de GP3. In het eerste raceweekend op het Circuit de Barcelona-Catalunya behaalde hij direct een overwinning, maar in de rest van het seizoen stond hij nog slechts driemaal op het podium. Met 100 punten zakte hij naar de zevende plaats in het klassement.
In 2019 maakt Alesi zijn debuut in de Formule 2, waarin hij zijn samenwerking met het team van Trident voortzet. Op Spa-Francorchamps was hij betrokken bij een ongeluk met Juan Manuel Correa en Anthoine Hubert, waarbij Hubert het leven liet. Met een vijfde plaats in de seizoensafsluiter op het Yas Marina Circuit als beste resultaat eindigde hij met 20 punten als vijftiende in het kampioenschap.
In 2020 bleef Alesi actief in de Formule 2, maar stapte hij over naar het nieuwe team BWT HWA Racelab. Voor dit team wist hij enkel met een zesde plaats in de seizoensopener op de Red Bull Ring te scoren en tijdens de laatste drie raceweekenden maakte hij de overstap naar MP Motorsport. Hier scoorde hij in de seizoensafsluiter op het Bahrain International Circuit opnieuw een zesde plaats. Met 12 punten werd hij zeventiende in de eindstand.
Aan het begin van 2021 reed Alesi voor het eerst in een Formule 1-auto, de Ferrari SF71H. Na deze test verliet hij de Ferrari Driver Academy. In 2021 komt hij uit in de Super Formula Lights voor het team TOM'S.